# Neues Bülacher Tagblatt
Das Neue Bülacher Tagblatt war eine regionale Schweizer Tageszeitung und amtliches Publikationsorgan für Bülach. Es wurde 2006 vom Zürcher Unterländer übernommen und als Kopfblatt weitergeführt. 2011 wurde die Lokalausgabe eingestellt, die Zeitung erschien im Raum Bülach aber weiterhin mit dem Zeitungstitel Neues Bülacher Tagblatt. Ab 4. November 2013 entfiel auch dies; seither besteht der Name nur noch im Untertitel.

## Geschichte
Die Zeitung wurde am 20. Juni 1866 als zweimal wöchentlich erscheinender Bülacher Volksfreund gegründet und erschien in der Druckerei von Heinrich Hager in Bülach. Von Mitte Juni 1870 bis Mitte Juni 1872 hiess die Zeitung Bülach-Regensberger Volksfreund. Ab dem 15. Juni 1872, nach der Verlegung des Bezirkshauptorts von Regensberg nach Dielsdorf und der Umbenennung des Bezirks, erschien sie erstmals unter dem Namen Bülach-Dielsdorfer Volksfreund – ein Titel der bis im Juni 1957 Bestand hatte.
Nach dem Tod des Gründers kaufte Heinrich Graf 1882 die Buchdruckerei mit dem Verlagsrecht. Nach dessen Tod 1910 übernahm sein Sohn Karl, erst 23-jährig, das Unternehmen. Unter dem Namen Bülach-Dielsdorfer Volksfreund erschien das Blatt erst zwei- dann dreimal wöchentlich, bevor es 1957 unter der Leitung der beiden Söhne Karls, Hans Ulrich und Heini, seinen endgültigen Namen erhielt und zur Tageszeitung wurde. 2001 übernahmen die beiden Söhne von Heini Graf, Karlheinz (Verlag) und Dieter (Betrieb), das Unternehmen.
Das Kerngebiet des Neuen Bülacher Tagblatts war der Bezirk Bülach. Aufgezeichnet werden sollten aber auch wichtige Ereignisse im Bezirk Dielsdorf. 2013 betrug die Auflage der Zeitung nur noch 2’622 verkaufte bzw. 2'731 verbreitete Exemplare (2005 als selbständige Zeitung noch 4'513 bzw. 4'621 Exemplare). Bis Oktober 2006 wurde jeweils mittwochs eine Grossauflage von 32'224 Exemplaren gedruckt und in alle Haushaltungen des Raumes Bülach verteilt. Danach wurde die Grossauflage auch im Raum Bülach mit dem Titel Zürcher Unterländer verteilt.
1995 wurde ein nie aufgeklärter, vermutlich politisch motivierter Brandanschlag auf das Neue Bülacher Tagblatt verübt.
Der bekannteste und prägendste Verleger und Chefredaktor der Familie Graf war Hans Ulrich Graf, Mitglied erst der FDP, dann der Republikanischen Bewegung und schliesslich der SVP. Er war über 50 Jahre lang, von 1950 bis 2001, Verleger und Chefredaktor der Zeitung. 1971 bis 1991 war er Mitglied des Nationalrats. 1986 war er Mitbegründer der Auns. Er starb 2010.
Die letzte Chefredaktorin des selbständigen Neuen Bülacher Tagblatts war Dagmar Appelt.
Die Familie Graf führt Kundendruckerei und Papeterie der 1882 gekauften Druckerei im Stammhaus unter dem Namen Copy44 weiter.

## Übernahme durch denZürcher Unterländer
Ende Oktober 2006 sahen sich die Besitzer des Neuen Bülacher Tagblatts gezwungen, die als konservativ geltende Zeitung dem als liberal eingestuften Zürcher Unterländer abzutreten, mit dem das Neue Bülacher Tagblatt jahrzehntelang in harter Konkurrenz gestanden hatte und der zu dieser Zeit mittels einer Minderheitsbeteiligung von 40 % (neben Publigroupe als stillem Mehrheitsaktionär mit 60 %) von der NZZ kontrolliert wurde. Diese legte Wert darauf, dass die von der Leserschaft geschätzten Eigenheiten und pointierten Kommentare mit der eigenen Redaktion erhalten blieben.
Der Zürcher Unterländer, der seinerseits die überregionalen Seiten von der Zürichsee-Zeitung bezog, führte das Neue Bülacher Tagblatt als Kopfblatt weiter, wobei dieses auch die regionalen Seiten vom Zürcher Unterländer bezog und sich nur noch auf der Front- und den lokalen Seiten davon unterschied.

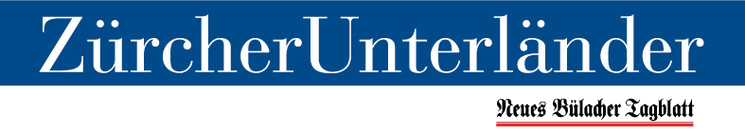
Zeitungstitel des Zürcher Unterländers seit 4. November 2013

Im Rahmen eines Beteiligungstausches zwischen Neuer Zürcher Zeitung und Tages-Anzeiger kam der Zürcher Unterländer im April 2010 in den Besitz des Tages-Anzeigers. Die Lokalausgabe des Neuen Bülacher Tagblatts wurde darauf Ende 2010 eingestellt, der Zürcher Unterländer erschien im Raum Bülach aber weiterhin unter dem Titel Neues Bülacher Tagblatt. Am 4. November 2013 liess man auch dies fallen; seither besteht der Name nur noch im Untertitel.